# Посвящение в свете
Посвящение в свете (англ. Tribute in Light) — световая инсталляция на участке Граунд-Зиро в Нью-Йорке. Инсталляция посвящена памяти жертв терактов 11 сентября. Она сооружена из направленных вверх 88 прожекторов, создающих два мощных луча света, похожие на разрушенные Северную и Южную башни ВТЦ. Расположена в 450 метрах от самого мемориала Башен-близнецов, на парковке по адресу 70 Greenwich St.
13 сентября 2001 года президент инновационной компании Arnell Group представил идею инсталляции руководителям энергетической компании Consolidated Edison, обслуживающей Нью-Йорк. Над проектом инсталляции работали архитекторы Джон Беннет, Густаво Боневарди и Ричард Нэш Гулд и художники Джулиан Лэвердьер и Пол Миода. Установкой инсталляции занималась компания из Лас-Вегаса, специализирующаяся на световых установках высокой мощности. Изначально мемориалу планировалось дать название «Башни света» (англ. Towers of Light), однако родственники погибших возразили против него, отметив, что в таком названии акцент ставится на разрушенных зданиях, а не на погибших.
С 11 марта по 14 апреля 2002 года конструкция инсталляции была временной. Начиная со второй годовщины терактов прожекторы зажигаются ежегодно 11 сентября. В ясные ночи свет от них виден на расстоянии до 100 километров: из любой точки Нью-Йорка, на севере Нью-Джерси и на Лонг-Айленде, в округе Фэрфилд штата Коннектикут и округах Уэстчестер, Ориндж и Рокленд штата Нью-Йорк. С 2008 года в генераторах, питающих инсталляцию, используется биодизель, созданный на основе использованного масла из местных ресторанов. Лучи инсталляции порой сбивают с курса перелётных птиц, в таких случаях свет отключается на 20 минут, чтобы птицы могли беспрепятственно вернуться на прежний курс. Этот режим контролируется Национальным обществом Одюбона.